# Barcode Brothers
Barcode Brothers är en dansk trance-duo bestående av Christian Møller Nielsen och Anders Øland. Barcode Brothers är utgivna på skivbolaget Universal Records.
En av deras största hits var SMS, som kom ut 2002.

## Diskografi[1]

### Skivsläpp
| Album/Singel                           | Skivbolag                        | År   |
| -------------------------------------- | -------------------------------- | ---- |
| Dooh Dooh (CD, Maxi)                   | Universal Music (Danmark)        | 1999 |
| Dooh Dooh (12")                        | Do It Yourself/DiY Entertainment | 1999 |
| Dooh Dooh (12")                        | Universal Music (Danmark)        | 2000 |
| Dooh Dooh (12")                        | Vale Music                       | 2000 |
| Dooh Dooh (CD, Maxi)                   | Universal Music (Danmark)        | 2000 |
| Dooh Dooh (CD, Single, Promo)          | Universal Music (Danmark)        | 2000 |
| Flute (CD, Maxi)                       | Universal Music (Danmark)        | 2000 |
| It's a Fine Day (CD, Maxi)             | Universal Music (Danmark)        | 2000 |
| Swipe Me (CD, Album)                   | Universal Music (Danmark)        | 2000 |
| Tele (CD, Maxi)                        | Universal Music (Danmark)        | 2000 |
| Dooh Dooh (12")                        | Universal Records                | 2001 |
| Flute (12")                            | Inget skivbolag                  | 2001 |
| Flute (CD, Maxi)                       | Universal Music (Tyskland)       | 2001 |
| Flute (CD, Maxi, Promo)                | Universal Music (Danmark)        | 2001 |
| Flute (12")                            | Universal Music (Danmark)        | 2001 |
| Flute (12")                            | Vale Music                       | 2001 |
| BB02 (CD)                              | Universal Music (Danmark)        | 2002 |
| SMS (12")                              | Vale Music                       | 2002 |
| SMS (12")                              | Urban                            | 2002 |
| SMS (CD, Maxi)                         | Urban                            | 2002 |
| These Boots Are Made for Walking (12") | Universal Licensing Music (ULM)  | 2004 |

### Inofficiella skivsläpp
| Album/Singel             | Release                      | Skivbolag | År   |
| ------------------------ | ---------------------------- | --------- | ---- |
| Dream Dance Vol. 18 (CD) | It's a Fine Day (Radio Edit) | DRM       | 2000 |

### Remixar
| Album                                  | Remix                                           | Skivbolag        | År   |
| -------------------------------------- | ----------------------------------------------- | ---------------- | ---- |
| Destination Sunshine (CD, Maxi)        | Destination Sunshine (Barcode Brothers Remix)   | Big Star Records | 1999 |
| Destination Sunshine (CD, Maxi, Promo) | Destination Sunshine (Barcode Brothers Remix 2) | Big Star Records | 1999 |
| Heaven's on Fire (CD, Maxi)            | Heaven's on Fire (Barcode Brothers Fire Mix)    | Polydor Records  | 1999 |
| This Is My Life (CD, Maxi)             | This Is My Life (Barcode's Club)                | Polydor Records  | 1999 |

### Finns med på
| Album                                                                          | Låt                                           | Skivbolag                                       | År   |
| ------------------------------------------------------------------------------ | --------------------------------------------- | ----------------------------------------------- | ---- |
| Absolute Dance Opus 24 (CD)                                                    | These Boots Are Made for Walking (Radio Edit) | EVA Records (Danmark)                           | 1999 |
| X-treme Big Hits 1999 (2xCD, Comp)                                             | Oooh Oooh                                     | EVA Records (Danmark)                           | 1999 |
| Absolute Dance Opus 28 (CD)                                                    | Tele (Radio Edit)                             | EVA Records (Danmark)                           | 2000 |
| Absolute Dance Opus 29 (CD)                                                    | It's a Fine Day (Radio Edit)                  | EVA Records (Danmark)                           | 2000 |
| Absolute Dance Opus 30 (CD)                                                    | Flute (Radio Edit)                            | EVA Records (Danmark)                           | 2000 |
| Blue Magic Chapter 6 (CD)                                                      | Dooh Dooh (Maxi)                              | Virtual Dance                                   | 2000 |
| Dance Mix 2001 (CD)                                                            | Dooh Dooh (Album Version)                     | Universal Music (Mexiko)                        | 2000 |
| Dance World (CD)                                                               | Dooh Dooh                                     | Universal Music (Mexiko)                        | 2000 |
| Future Trance Vol. 14 (2xCD)                                                   | Dooh Dooh (Darude vs. JS16 Remix)             | Polystar Records                                | 2000 |
| Tekno! 15 (2xCD)                                                               | Dooh Dooh (Club Mix)                          | Popron Music                                    | 2000 |
| Bravo Hits 32 (2xCD)                                                           | Dooh Dooh                                     | Warner Special Marketing GmbH, Bertelsmann Club | 2001 |
| Bravo Hits 34 (2xCD, Comp)                                                     | Flute (Radio Edit)                            | Warner Special Marketing GmbH                   | 2001 |
| Bravo Hits 34 (2xCD, Comp)                                                     | Flute (Radio Edit)                            | Warner Special Marketing GmbH, Bertelsmann Club | 2001 |
| Chartmix Best of 2001 (2xCD)                                                   | Flute (Radio Edit)                            | Polystar Records                                | 2001 |
| Club Sounds Vol. 17 (2xCD, Comp)                                               | Dooh Dooh (Radio Edit)                        | Polystar Records                                | 2001 |
| Clubinferno Volume 4 (2xCD, Comp)                                              | Dooh Dooh                                     | Sunnyside Up                                    | 2001 |
| Dream Dance Vol. 19 (2xCD)                                                     | Dooh Dooh (Darude vs. JS10 Remix Edit)        | Dance Division                                  | 2001 |
| Future Trance Vol. 16 (2xCD, Comp)                                             | Flute (DJ Digress Remix)                      | Polystar Records                                | 2001 |
| Gran Hermano - Gran Disco Vol. 2 (2xCD)                                        | Dooh Dooh                                     | Vale Music                                      | 2001 |
| hr3 Clubtraxx Volume 5 (2xCD)                                                  | Dooh Dooh (Radio Edit)                        | ZYX Music                                       | 2001 |
| I Love Trance (CD)                                                             | Dooh Dooh                                     | Universal Music (Frankrike)                     | 2001 |
| NOW Dance (2xCD)                                                               | Dooh Dooh                                     | EMI-Valentim De Carvalho, Lda.                  | 2001 |
| Robotrax 2 (2xCD)                                                              | Dooh Dooh (Marc Et Claude Radio Cut)          | Polystar Records                                | 2001 |
| Schubkraft Vol. 5 (2xCD)                                                       | Flute (Radio Edit)                            | Dos Or Die Recordings                           | 2001 |
| Technics: The Original Sessions Vol. V (Special Edition) (4xCD, Comp, P/Mixed) | Flute                                         | Vale Music                                      | 2001 |
| Tekno! 21 (2xCD)                                                               | Flute (Extended Version)                      | Popron Traxx                                    | 2001 |
| TNT Trance 'n' Techno (2xCD)                                                   | Dooh Dooh (Radio Edit)                        | Warner Special Marketing GmbH                   | 2001 |
| Trance Club 2001 (2xCD)                                                        | Dooh Dooh (Trance Mix)                        | Freeride                                        | 2001 |
| Trance Hits 1.0 (2xCD, Comp)                                                   | Dooh Dooh                                     | Universal Music (Tyskland)                      | 2001 |
| Trance Hits 2.0 (2xCD)                                                         | Flute                                         | Polymedia Marketing Group GmbH                  | 2001 |
| Viva Hits 14 (2xCD, Comp, Copy Prot.)                                          | Flute                                         | EMM (EMI Music Media)                           | 2001 |
| Absolute Dance Opus 36 (CD, Comp)                                              | SMS (Radio Edit)                              | EVA Records (Danmark)                           | 2002 |
| Best of Dream Dance - The Special Megamix Edition 2 (2xCD)                     | Dooh Dooh (Radio Edit)                        | Sony Music Media (Tyskland)                     | 2002 |
| Dancechart Best of 2002 (2xCD)                                                 | SMS (Radio Mix)                               | Edel-Mega Records, di:lemma                     | 2002 |
| Освіжаюча П'ятірка. Dance (CD, Comp)                                           | Dooh Dooh                                     | Ukrainian Records                               | 2002 |
| Essential Dance 2002 (2xCD)                                                    | SMS                                           | Universal Marketing Group GmbH                  | 2002 |
| Future Trance Vol. 20 (2xCD, Comp, Copy Prot.)                                 | SMS (DJ Digress Remix)                        | Polystar Records                                | 2002 |
| Maxima FM Compilation (4xCD, Comp)                                             | SMS                                           | Vale Music                                      | 2002 |
| Skitzmix 12 (CD)                                                               | Dooh Dooh (Darude vs. JS16 Remix)             | Central Station                                 | 2002 |
| Hits 2004 (CD, Comp)                                                           | These Boots Are Made for Walking              | Universal Licensing Music (ULM)                 | 2004 |